# Ghana
Ghana (Republika Ghany, ang. Republic of Ghana) – państwo w zachodniej Afryce nad Oceanem Atlantyckim. Graniczy z Togo, Burkina Faso i Wybrzeżem Kości Słoniowej. Nazwa kraju w języku Asante oznacza „Król – Wojownik”. 
Pochodzi od przedkolonialnego, średniowiecznego Imperium Ghany, które rozciągało się na terenach dzisiejszych Mali i Mauretanii. Handel z Europejczykami został po raz pierwszy nawiązany w XV w., natomiast przedkolonialne królestwo Aszanti zachowało niepodległość do roku 1870, w którym to zostało skolonizowane przez Wielką Brytanię. Niepodległość odzyskała w roku 1957. Obecnie członek Unii Afrykańskiej i ECOWAS.
Kraj szczyci się jedną z najbardziej stabilnych i najlepiej prosperujących gospodarek na kontynencie i jest drugim co do wielkości producentem kakao na świecie. Jezioro Wolta zbudowane w 1965 roku, jest największym sztucznym zbiornikiem wodnym na świecie.

## Ustrój polityczny

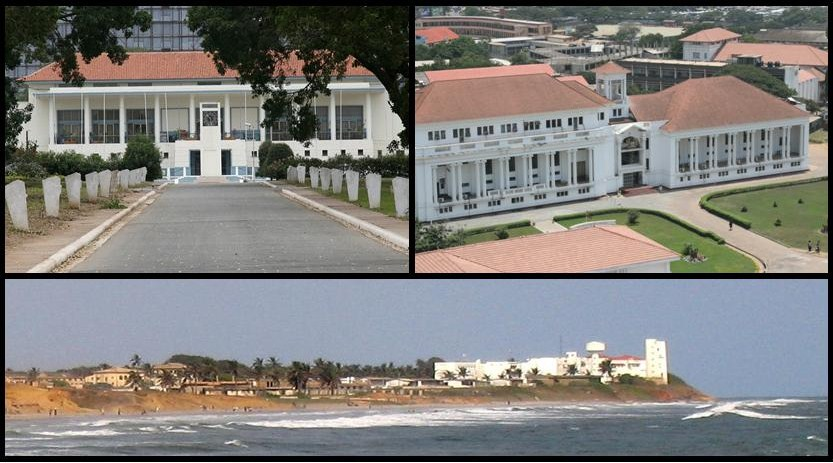
Siedziba Parlamentu Ghany oraz zamek Osu, siedziba Sądu Najwyższego.

Ghana jest republiką należącą do Wspólnoty Narodów (od 1957 r.). Na czele państwa stoi prezydent (od 7 stycznia 2025 John Dramani Mahama), który sprawuje władzę wykonawczą. Parlament Ghany jest jednoizbowy i zdominowany przez 2 partie – Nową Partię Patriotyczną oraz Narodowy Kongres Demokratyczny. Kofi Annan, były sekretarz generalny ONZ pochodzi z Ghany.

## Siły zbrojne
Obecnie ghańskie siły zbrojne są jednymi z najlepiej zorganizowanych, wyposażonych i wyszkolonych w tym regionie Afryki. Daje to Ghanie tym samym status regionalnego mocarstwa. Duży wpływ na taką sytuację ma bliska współpraca z siłami zbrojnymi Chińskiej Republiki Ludowej.
Ghana dysponuje trzema rodzajami sił zbrojnych: wojskami lądowymi, marynarką wojenną oraz siłami powietrznymi. Uzbrojenie sił lądowych Ghany składało się w 2014 roku m.in. z 125 opancerzonych pojazdów bojowych. Marynarka wojenna Ghany dysponowała w 2014 roku 20 okrętami obrony przybrzeża. Ghańskie siły powietrzne z kolei posiadały w 2014 roku uzbrojenie w postaci m.in. 17 samolotów transportowych, pięć samolotów szkolno-bojowych oraz 14 śmigłowców.
Wojska ghańskie w 2014 roku liczyły 13,5 tys. żołnierzy zawodowych (brak rezerwistów). Według rankingu Global Firepower (2014) ghańskie siły zbrojne stanowią 93. siłę militarną na świecie, z rocznym budżetem na cele obronne w wysokości 120 mln dolarów (USD).
W przeszłości i obecnie Ghana w dużym stopniu wspiera wysiłki społeczności międzynarodowej biorąc czynny udział w różnego rodzaju misjach pokojowych. Tutejsi żołnierze byli częścią sił pokojowych w Liberii, Demokratycznej Republice Konga, Czadzie, Rwandzie, Sierra Leone, Libanie czy Kambodży.

## Geografia

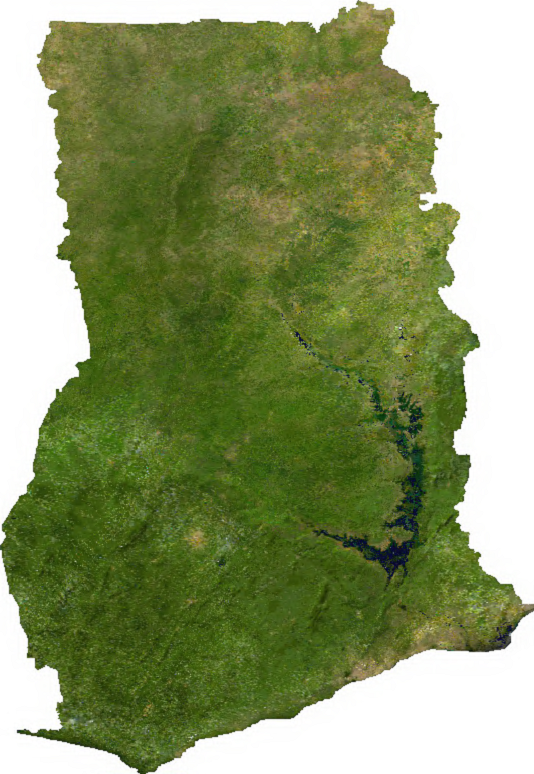
Zdjęcie satelitarne Ghany.

Ghana leży nad Zatoką Gwinejską, kilka stopni na północ od równika. Występuje tam klimat równikowy. Państwo położone jest między szerokościami geograficznymi 4°45′N i 11°N oraz długościami geograficznymi 1°15′E i 3°15′W. Przez Ghanę przechodzi południk zerowy, również przez wschodnią część miasta Tema. Najwyższa góra Ghany to Mount Afadjato (880 m). Na terenie tego kraju znajduje się Jezioro Wolta – największe pod względem powierzchni sztuczne jezioro na świecie. Główna rzeka to Wolta.
Najbardziej znanymi parkami narodowymi są Park Narodowy Mole w północnej Ghanie, słynący ze znacznej populacji słoni i Park Narodowy Kakum ze względu na bliskość historycznych, a zatem interesujących turystycznie miast Cape Coast i Elmina.

## Podział administracyjny
Od 2019 r. Ghana jest podzielona na 16 regionów (wcześniej 10), które z kolei podzielone są na 275 dystryktów. Regiony Ghany wymienione są poniżej:

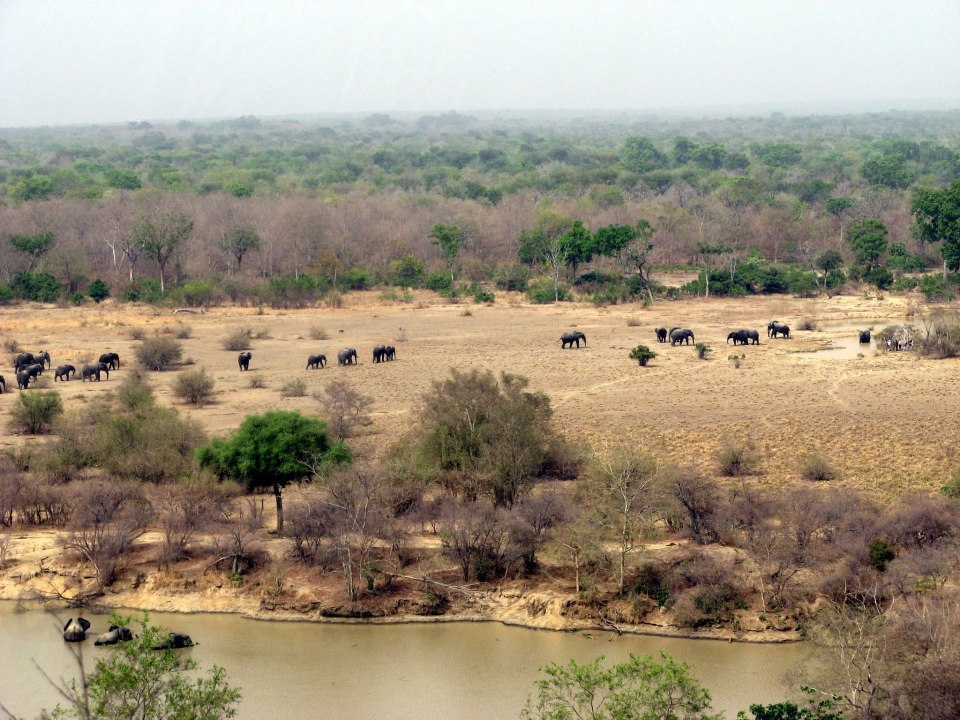
Panorama na Park Narodowy Mole

|  | - Ahafo - Aszanti - Bono - Bono Wschodnie - Centralny - Wschodni - Wielka Akra - Północno–Wschodni (North East) | - Oti - Północny - Savannah - Północno–Wschodni (Upper East) - Północno–Zachodni - Wolta - Zachodni - Zachodnio–Północny |

## Główne miasta
| - Akra (stolica) - Navrongo - Asamankese - Sunyani - Cape Coast - Elmina | - Kumasi - Nsawam - Takoradi - Tamale - Tarkwa |

## Historia
Grupy zamieszkujące obecną Ghanę osiedliły się na tych terenach w II tysiącleciu n.e. W XIII wieku rozpoczęło się osadnictwo ludów z grupy Akan, które to zajęły większą część południowej Ghany. Ludy Ga i Ewe zamieszkały natomiast południowy wschód kraju. Migracja ludności, była prawdopodobnie przemieszczaniem się całych plemion, przy stopniowym wypieraniu bądź asymilacji nielicznych autochtonów. Obszar państwa znalazł się w orbicie wpływów państw zachodniego Sudanu – Mali, Songhaju i dawnej Ghany. Ghana służyła tym mocarstwom za element transsaharyjskiego szlaku handlowego. W 1471 roku do wybrzeży kraju dotarli Portugalczycy.
Portugalczycy nazwali odkryte tereny – ze względu na duże pokłady złota – Złotym Wybrzeżem. Utworzone zostały europejskie forty i faktorie. Od schyłku XVI wieku obszar stał się miejscem handlu niewolnikami. W XVIII wieku dominującym tworem politycznym stało się państwo Aszantów, którego władcy zdobyli niemal wszystkie państwa akańskie. Wpływy Aszantów rozciągały się daleko poza tereny obecnej Ghany. W XIX wieku dominującą pozycję na Złotym Wybrzeżu zajęli Brytyjczycy. W 1807 roku zakazano handlu niewolnikami co zachwiało dotychczasowym systemem gospodarczym. W drugiej połowie XIX wieku postępowała ekspansja brytyjska w głąb lądu. W latach 1874–1896 podbili państwo Aszantów i utworzyli tam protektorat (od 1901 kolonia).
W wyniku I wojny światowej w skład kolonii przyłączono zachodnią część Togo. Od schyłku XIX wieku zmienił się charakter gospodarki Złotego Wybrzeża, dominować zaczęły uprawny plantacyjne. Władze kolonialne ustanowiły zasadę rządów pośrednich: w 1935 oficjalnie reaktywowano królestwo Aszantów, a pozostali wodzowie mieli ugruntowaną silną pozycję. Po II wojnie światowej rozpoczął się stopniowy proces przekazywania władzy ludności rdzennej. W 1946 roku Afrykanie uzyskali większość we władzach kolonialnych. W 1949 roku utworzono Ludową Partię Konwentu, której liderem został Kwame Nkrumah. Po ogłoszeniu niepodległości kraju w 1957, partia ta stała się siłą dominującą.
W 1960 roku ogłoszono republikę, która przystąpiła do brytyjskiej Wspólnoty Narodów. Prezydentem republiki został Kwame Nkrumah, który wdrożył model jednopartyjny. W polityce zagranicznej zbliżył się do bloku wschodniego, szukając inspiracji zwłaszcza w tzw. socjalizmie chińskim. Rząd prowadził ożywioną politykę na kontynencie a Nkrumah był jednym z inicjatorów powołania Organizacji Jedności Afrykańskiej. Jednocześnie pogłębiała się trudna sytuacja ekonomiczna, a rząd był oskarżony o nadużycia. W 1966 roku ekipa Nkrumaha obalona został przez wojskowy zamach stanu. Junta zawiesiła konstytucję, rozwiązała parlament i zakazała działalności partii politycznych. W latach 1969–1972 przywrócono rządy cywilne i uchwalono nową konstytucję. Rządy cywilne okazały się nieudolne, a w kraju szalał kryzys gospodarczy. W latach 1978 i 1979 miały miejsce kolejne pucze, które przywróciły armię do władzy.
W 1979 roku władzę objęła grupa młodych oficerów na czele z Jerrym Johnem Rawlingsem. Puczyści przeprowadzili egzekucje trzech generałów będących w przeszłości szefami państwa. Junta następnie przeprowadziła wybory parlamentarne i prezydenckie oraz zezwoliła na utworzenie rządu cywilnego. W 1981 roku ta sama grupa oficerów przeprowadziła kolejny pucz, w wyniku którego utworzona została Tymczasowa Rada Obrony Narodowej. Wojskowi zawiesili konstytucję, działalność partii i zmniejszyli rolę wodzów plemiennych. W drugiej połowie lat 1980. dzięki pomocy Międzynarodowego Funduszu Walutowego ustabilizowała się sytuacja gospodarcza. Równocześnie rozpoczęta została demokratyzacja systemowa. W 1992 roku przeprowadzono wybory prezydenckie, które wygrał Rawlings (dotychczasowy szef Tymczasowej Rady Obrony Narodowej). W 1994 roku na północy kraju miały miejsce zamieszki etniczne. W 1996 roku odbyły się wybory parlamentarne i prezydenckie, wygrał je dotychczasowy prezydent i jego partia (Narodowy Kongres Demokratyczna). Wybory w l. 2000 i 2004 wygrała opozycyjna Nowa Partia Patriotyczna i jej kandydat John Kufuor. W latach 2009–2012 prezydentem był John Atta-Mills. W latach 2012–2017 urząd prezydenta sprawował John Dramani Mahama. W wyniku wyborów prezydenckich w grudniu 2016 roku, na prezydenta został wybrany Nana Akufo-Addo.

## Gospodarka
PKB Ghany rośnie od 2016 r., osiągając w 2020 r. maksimum 72 mld USD. W 2019 r. Ghana została wymieniona jako najszybciej rozwijająca się gospodarka w Afryce. Po dywersyfikacji i odkryciu ropy naftowej Ghana od kilku lat buduje swój sektor technologiczny, a jej produkty i usługi skoncentrowane na technologii napędzają wzrost gospodarczy. Oczekuje się, że otwarcie pierwszego afrykańskiego laboratorium AI w Ghanie w 2019 r. i ustanowienie swojej siedziby przez Twittera w 2021 roku umocni pozycję kraju jako afrykańskiego centrum technologicznego.
Jest najbardziej rozwiniętym krajem Afryki Zachodniej (nie licząc Zielonego Przylądka) i radzi sobie stosunkowo dobrze pod względem wskaźników opieki zdrowotnej, wzrostu gospodarczego i rozwoju społecznego. Bank Światowy w 2018 roku oszacował, że 94,1% ludności miejskiej i 64,3% ludności wiejskiej ma dostęp do energii elektrycznej i prawie 38% mieszkańców miało dostęp do internetu.

### Rolnictwo
Ponad połowa populacji zatrudniona jest w rolnictwie, leśnictwie lub rybołówstwie. Podstawowym filarem gospodarki jest monokultura ziarna kakaowego. Eksport ziarna kakaowego stanowi 35% wartości eksportu, jest czołowym światowym producentem tego surowca. Dla potrzeb miejscowych, uprawia się: owoce cytrusowe, ryż, tytoń, kukurydzę, maniok, trzcinę cukrową, bawełnę, proso, bataty, pochrzyn. Od niedawna rośnie rola przemysłu ciężkiego, głównie związanego z górnictwem. Hoduje się kozy, owce, trzodę chlewną i bydło. Rozwinięte rybołówstwo.

### Przemysł
Przemysł związany z leśnictwem (35% powierzchni Ghany zajmują lasy tropikalne), spożywczy, hutniczy, włókienniczy i wydobywczy. Z surowców mineralnych, można wymienić dosyć bogate złoża złota, boksytów, rud manganu i diamentów. Od 2011 roku wydobywa się ropę naftową, a kraj stał się ósmym co do wielkości producentem tego surowca w Afryce.

### Turystyka

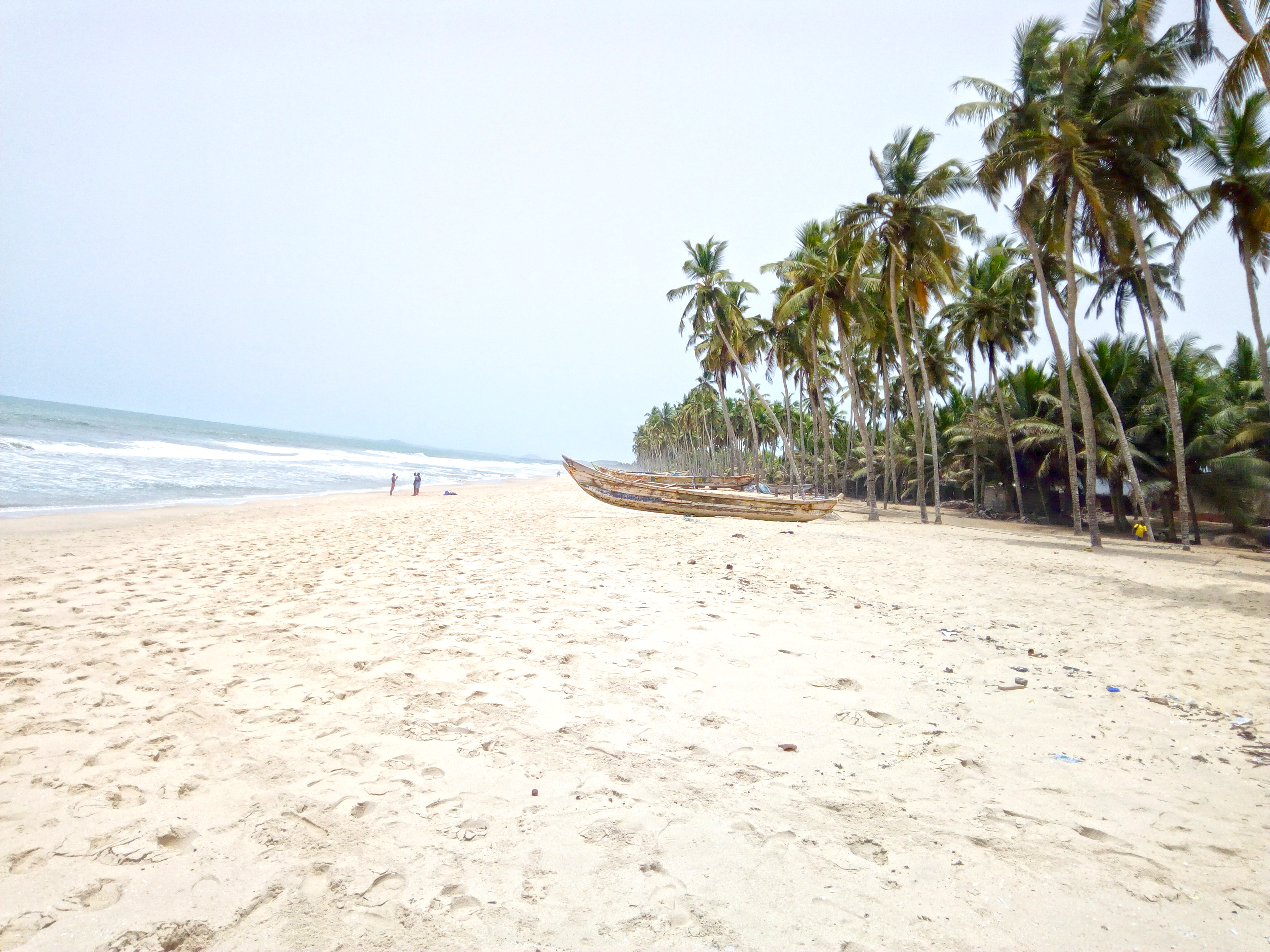
Plaża w Winneba.

W ciągu 25 lat drastycznie wzrosła zależność kraju od turystyki, a roczna liczba turystów wzrosła z 286 tys. w 1995 roku, do ponad 1 miliona przed rokiem 2020, w tym samym czasie przychody z turystyki wzrosły z 30 mln $ do ponad 1 mld $. W 2020 roku wpływy turystyczne spadły z powodu pandemii Covid-19. Raport Światowego Forum Ekonomicznego z 2019 roku wskazuje, że Ghana ma duże możliwości budowania konkurencyjności poprzez swoją historię, kulturę i bogactwo miejsc przyrodniczych, podnosząc profil kraju jako międzynarodowego celu turystycznego. Ministerstwo Turystyki, Sztuki i Kultury (MoTAC) oszacowało, że sektor ten odpowiadał za 4,9% PKB w 2018 r., co czyni go czwartym co do wielkości dostawcą po kakao, złocie i ropie naftowej.
Ghana szczyci się rozbudowaną siecią zabytków, atrakcji kulturalnych, parków narodowych i rezerwatów. Głównymi atrakcjami dla turystów z zagranicy są forty i zamki, plaże i parki narodowe. Ghana ma dwa miejsca światowego dziedzictwa UNESCO: forty i zamki w regionie Wolta, oraz tradycyjne budynki Aszante, w regionie Aszanti. W czerwcu 2019 r. Komisja Leśnictwa ogłosiła, że Park Narodowy Mole największy park narodowy w kraju, również ma otrzymać status UNESCO.

### Plany
Na początku lat 90. XX wieku rząd Ghany, porozumiał się z Międzynarodowym Funduszem Walutowym i Bankiem Światowym. Nastąpiła radykalna przebudowa gospodarki: prywatyzacja przedsiębiorstw państwowych, dewaluacja pieniądza, redukcja wydatków socjalnych, ograniczenie zakresu kontroli cen oraz ograniczenie liczby urzędników w państwowych instytucjach.

## Demografia
Dane można znaleźć w CIA Factbook.

### Struktura etniczna

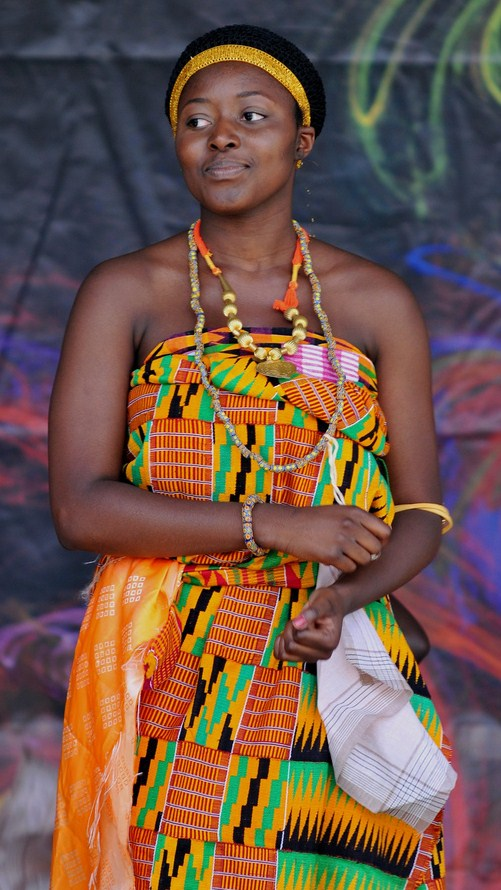
Tancerka z plemienia Akan.

| Grupa etniczna | Język          | Liczebność w tys. | Procent ludności |
| -------------- | -------------- | ----------------- | ---------------- |
| Akan (9 grup)  | Język akan     | 10 008            | 35%              |
| Ewe            | Język ewe      | 3 756             | 13,15%           |
| Abron (Akan)   | Język abron    | 1 324             | 4,63%            |
| Dagomba (Gur)  | Język dagbani  | 1 242             | 4,35%            |
| Dangme         | Język dangme   | 1 154             | 4,04%            |
| Dagaaba (Gur)  | Język dagaare  | 1 035             | 3,62%            |
| Konkomba (Gur) | Język konkomba | 940               | 3,29%            |
| Ga             | Język ga       | 843               | 2,95%            |
| Kusasi (Gur)   | Język kusasi   | 601               | 2,1%             |
| Frafra (Gur)   | Język frafra   | 494               | 1,73%            |
| Mossi (Gur)    | Język mossi    | 460               | 1,61%            |
| Joruba         | Język joruba   | 460               | 1,61%            |
| Sefwi (Akan)   | Język sehwi    | 366               | 1,28%            |
| Mamprusi (Gur) | Język mampruli | 358               | 1,25%            |
| Gonja          | Język gonja    | 351               | 1,23%            |
| Nzema (Akan)   | Język nzema    | 338               | 1,18%            |
| Wasa (Akan)    | Język wasa     | 309               | 1,08%            |
| Hausa          | Język hausa    | 275               | 0,96%            |
| Bissa (Mande)  | Język bissa    | 243               | 0,85%            |

### Religia

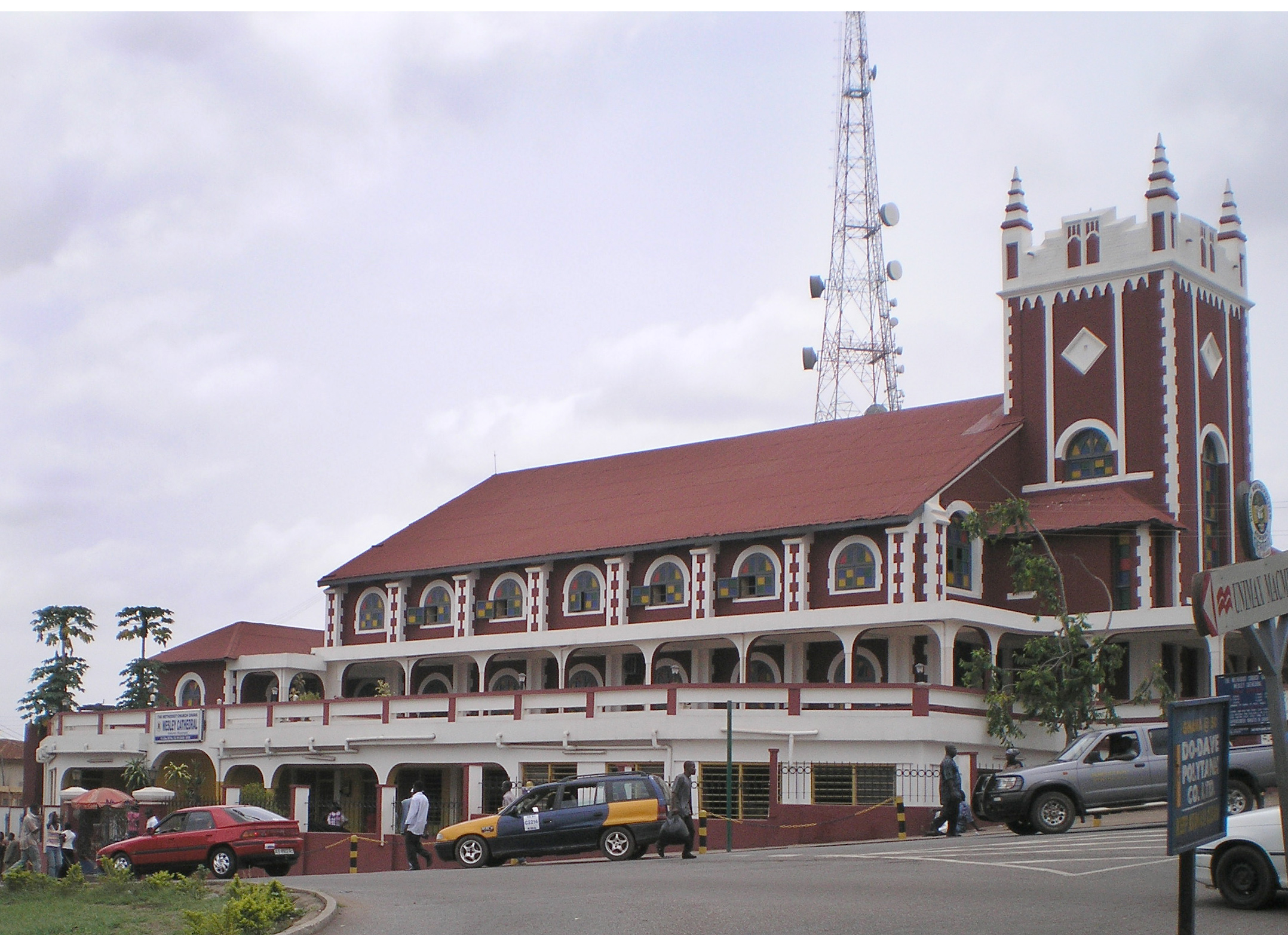
Katedra metodystyczna Wesley, Kumasi

Chrześcijaństwo jest największą religią w kraju, dominującą w jego południowej części. Islam natomiast jest rozpowszechniony głównie w północnej Ghanie. Zgodnie ze spisem powszechnym przeprowadzonym w 2021 roku, osoby wyznań chrześcijańskich stanowią łącznie 71,3% ludności, w tym 49% protestantów i 10% katolików. Wiara ta pojawiła się w Ghanie wraz z europejskimi kolonizatorami w XIV wieku. 
Kościół katolicki i Kościół Zielonoświątkowy to dwie największe denominacje chrześcijańskie. W 2010 roku 13,1% populacji zadeklarowało przynależność do Kościoła katolickiego.
Obok Kościoła Zielonoświątkowego w kraju działa wiele innych pentekostalnych denominacji, np. Zbory Boże. Ghana należy do krajów z najwyższym odsetkiem zielonoświątkowców na świecie, a według spisu w 2021 roku, z 31,6% populacji – zielonoświątkowcy i niekatoliccy charyzmatycy są największą grupą religijną w kraju. Ponad milion wiernych mają także protestanckie kościoły prezbiteriańskie i metodystyczne. Znaczący jest Kościół Adwentystów Dnia Siódmego, który zgłasza 342 tys. członków w prawie 4 tys. zborach. Mieszkańcy należą też do innych wyznań, wśród nich około 150 tys. należy do Świadków Jehowy.
Islam jest wyznawany przez 19,9% (17,6% w 2010) społeczeństwa. Po raz pierwszy pojawił się w północnej Ghanie w XV wieku. Relacje pomiędzy dwiema największymi religiami są tutaj pozbawione większych napięć i konfliktów, a oba wyznania współistnieją obok siebie.

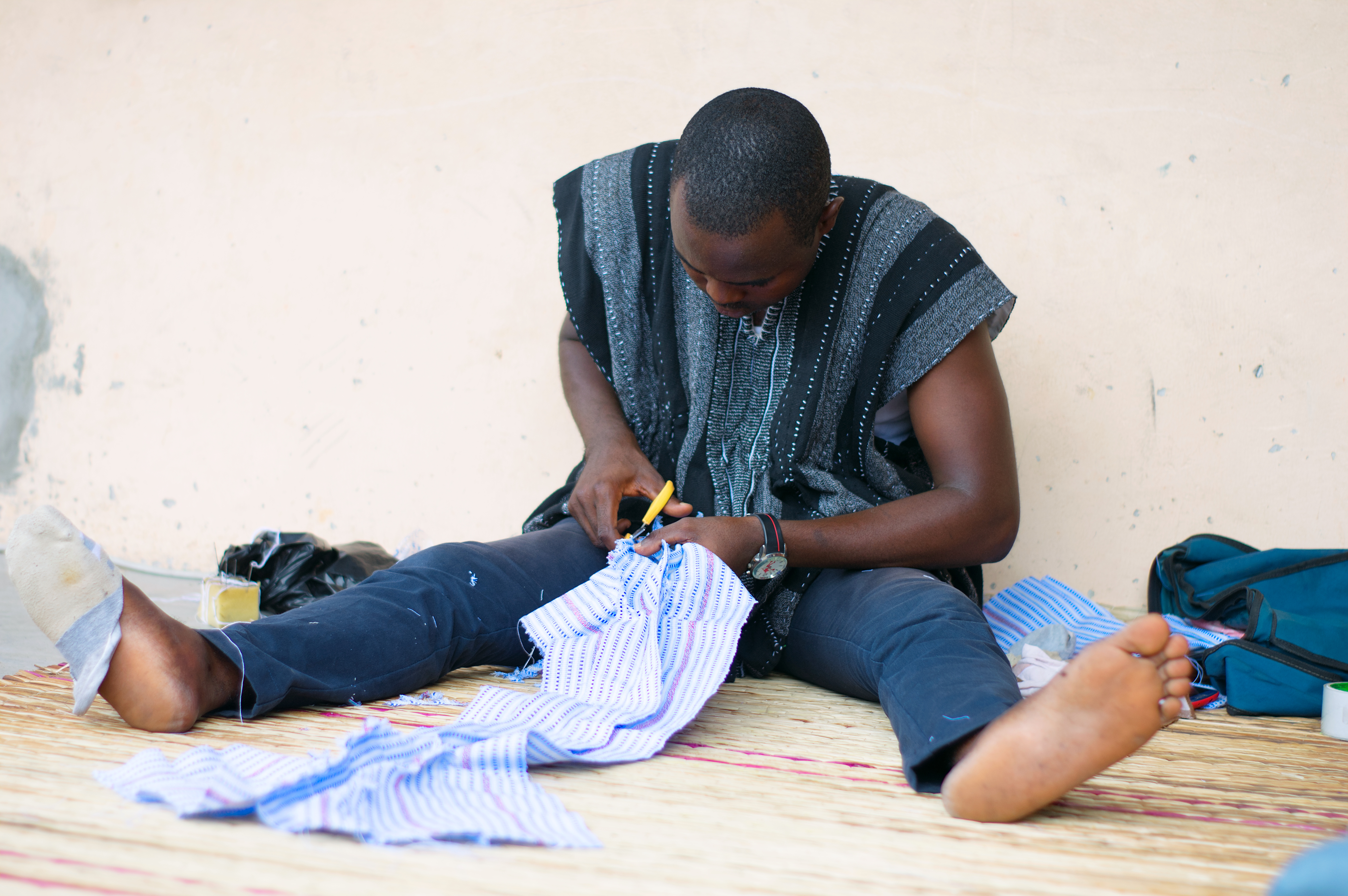
Mężczyzna robiący batakari - charakterystyczny element stroju w Ghanie.

Według spisu powszechnego z 2021 roku tradycyjne wyznania afrykańskie są praktykowane przez 3,2% populacji. 1,1% społeczeństwa deklaruje brak przynależności religijnej i 4,5% deklaruje inną religie. Powoli zwiększa się rola wyznań takich jak hinduizm, buddyzm (Sōka Gakkai) i taoizm. Pozostają one jednak wciąż na marginalnym poziomie. Można tu również znaleźć wyznawców judaizmu.

### Kultura
W Ghanie bardzo częste są festyny. Większość o charakterze świąt plemiennych. Należy wymienić święta, festyny takie jak choćby:
- Afasher Aboakyer – polowanie na jelenia celebrowane przez plemię Effutu. Odbywa się co roku w pierwszą sobotę i niedzielę maja w miejscowości Wineba.
- Hogbetsotso – odbywające się każdego roku w listopadzie, upamiętnia tradycję, kulturę i historię ludu Ewe.
- Homowo – tłumacząc dosłownie święta znaczy „wyśmiewanie się z głodu”. Obchodzone przez lud Ga.